# Yangfang, Shanxi
Yangfang (kinesiska: 杨芳, 杨芳乡) är en socken i Kina. Den ligger i provinsen Shanxi, i den centrala delen av landet, 300 km sydväst om huvudstaden Peking. Antalet invånare är 16 054. Befolkningen består av 8 047 kvinnor och 8 007 män. Barn under 15 år utgör 17,0 %, vuxna 15-64 år 72 %, och äldre över 65 år 10,0 %.